# ۲۵ ژوئیه
۲۵ ژوئیه در تقویم گرگوری، دویست و ششمین (در سال‌های کبیسه دویست و هفتمین) روز سال است. ۱۵۹ روز تا پایان سال باقی است.

## رویدادها
- ۱۹۹۱ - با پیروزی دو بر یک استقلال ایران مقابل باشگاه فوتبال لیائونینگ چین در وقت‌های قانونی، این تیم قهرمان جام باشگاه‌های آسیا ۹۱–۱۹۹۰ در داکا شد.
- ۲۰۰۰ - در اثر سقوط هواپیمای کنکورد پرواز شماره ۴۵۹۰ خطوط هوایی ایرفرانس در پاریس تمام ۱۱۳ سرنشین هواپیما کشته شدند.

## زادروزها
- ۱۸۴۸ - آرتور بالفور، نخست‌وزیر بریتانیا
- ۱۹۴۰ - اخلاص فخری، شاعر، نویسنده و استاد دانشگاه مصری.[۱]
- ۱۹۶۸ – مت ایلینگوورث، دوچرخه‌سوار اهل بریتانیا
- ۱۹۷۱ - کیم سونگ سو، هنرمند اهل کره جنوبی و بازیگر نقش «تائه سو» یا «تسو» در سریال افسانه جومونگ
- آرمیک گیتاریست برجسته ایرانی